# Ashfield
Ashfield este un district ne-metropolitan din Regatul Unit, situat în comitatul Nottinghamshire din regiunea East Midlands, Anglia. 

## Orașe în cadrul districtului
- Hucknall
- Kirkby-in-Ashfield
- Sutton-in-Ashfield

1. ↑   https://ons.maps.arcgis.com/home/item.html?id=a79de233ad254a6d9f76298e666abb2b Lipsește sau este vid: |title= (ajutor)